# Булаховка (Днепропетровская область)
Бу́лаховка (укр. Булахівка) — село,
Булаховский сельский совет,
Павлоградский район,
Днепропетровская область,
Украина.
Код КОАТУУ — 1223582301. Население по переписи 2001 года составляло 2128 человек.
Является административным центром Булаховского сельского совета, в который, кроме того, входит село
Червоная Долина.

## Географическое положение
Село Булаховка находится на правом берегу реки Березнеговатая, которая через 2 км впадает в реку Волчья,
выше по течению на расстоянии в 3 км расположено село Карабиновка.
Река в этом месте извилистая, образует лиманы, старицы и заболоченные озёра, в том числе озёра Лиман и Долгое.
Рядом проходят автомобильная дорога М-04 (E 50) и
железная дорога, станция Межеричи в 5 км.

## История
- Территория, на которой размещена нынешнее село Булаховка, была заселена ещё во II тысячелетии до н. э. Об этом свидетельствуют курганы эпохи бронзы.
- В XVI—XVIII вв. эти земли входили в состав Запорожской Сечи[3].
- 1776 год — дата основания как военная слобода Дмитриевка.
- В 1859 году помещик Булахов назвал слободу Булаховкой. В то время здесь проживало 1558 человек[4].
- В XIX веке село Дмитриевка (Булаховка) было волостным центром Дмитриевской 2-й волости Павлоградского уезда Екатеринославской губернии[5].
- В селе Булаховка была Николаевская церковь. Священнослужители Николаевской церкви:
  - 1890 - священник Алексей Шеледов
  - 1890-1893 - псаломщик Арсений Федорович Пшеничный (1894 - диакон)
  - 1891-1894 - священник Василий Тимофеевич Дегтяренко
  - 1893 - священник Савва Петров[5]
- В 1929 году было создано 2 колхоза. К 1932 году коллективизация в селе Булаховка была завершена. Крестьянские хозяйства объединились в 3 артели — «Правда», «Совместная жизнь» и «Красная долина».
- В октябре 1941 года село оккупировали гитлеровцы. Было спалено 283 дома колхозников, помещения школ. За героическую борьбу против немецко-фашистских захватчиков 378 жителей села удостоены правительственных наград.

В борьбе против гитлеровцев смертью храбрых погибло более 300 человек. Фамилии их высечены на темно-красном граните памятника Вечной славы.
- 19 сентября 1943 года воины Красной Армии освободили от гитлеровцев с. Булаховка.
- В августе 1950 года все 3 колхоза были объединены в один артель «Украина».
- В 60-е годы в Булаховке были построены Дворец культуры, школа, больница и другие общественные здания[6].

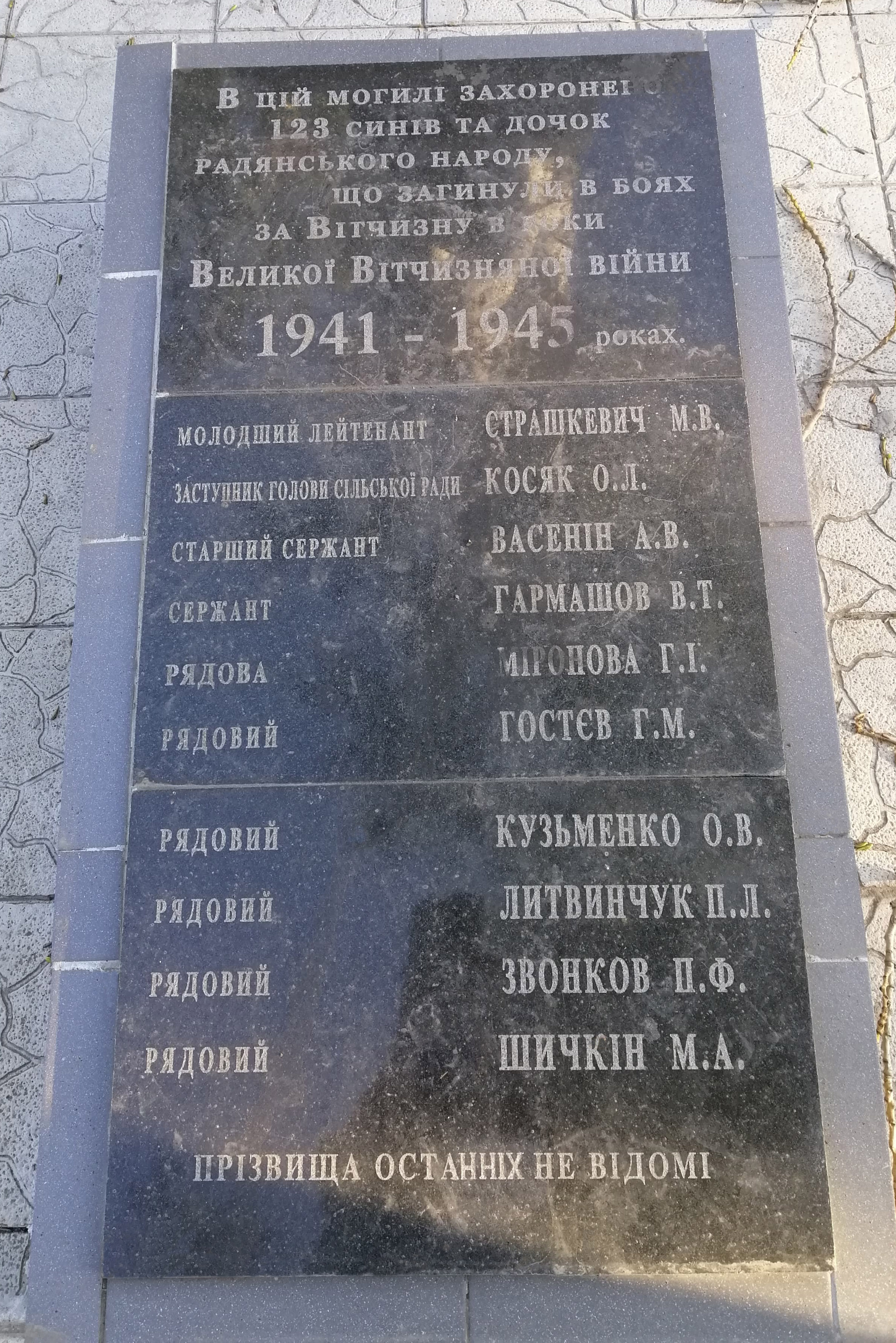
Плита братской могилы советских воинов, погибших при освобождении с. Булаховка 20 сентября 1943.
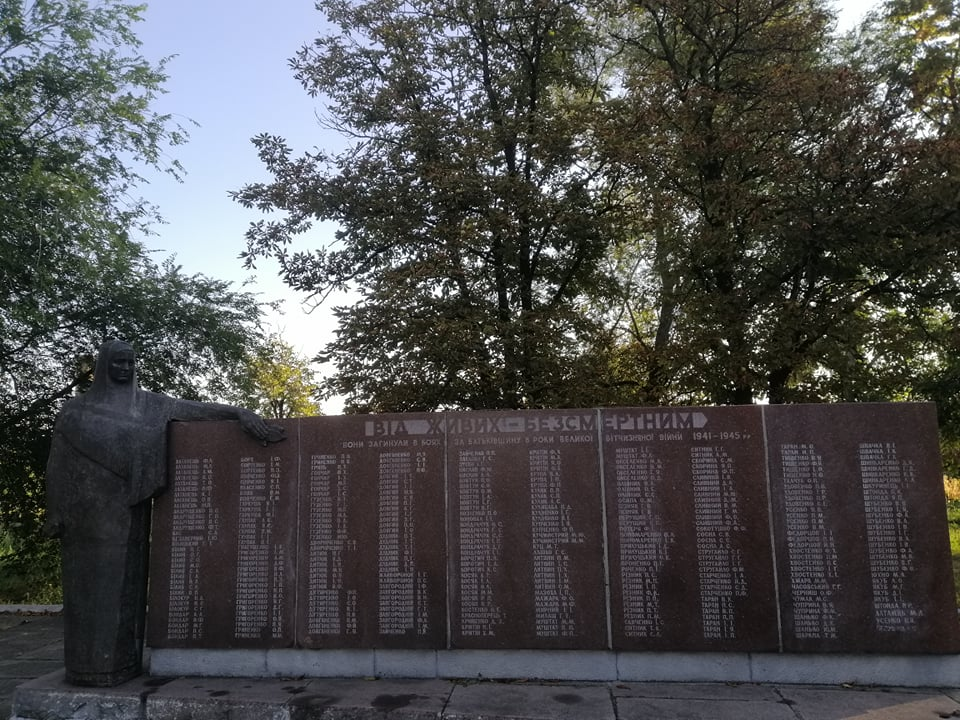
Мемориал "Скорбящая мать", посвященный воинам, погибшим в Великой Отечественной войне.

## Экономика
- «Украина», ЧП.
- «Исида», ООО.
- «Авангард», ООО.

## Объекты социальной сферы
- Школа.
- Амбулатория.
- Историко-краеведческий музей.

## Известные люди
- Дитюк Корней Корнеевич (09.01.1922—12.08.1992) — Герой Советского Союза, родился в селе Булаховка.
- Косяк Иван Романович (22.04.1922—12.02.1971) — Герой Советского Союза, родился в селе Булаховка.

## Достопримечательности
- Булаховский лиман — орнитологический заказник общегосударственного значения.